# Ophthalmolycus eastmani
Ophthalmolycus eastmani är en fiskart som beskrevs av Jesús Matallanas 2010. Ophthalmolycus eastmani ingår i släktet Ophthalmolycus och familjen tånglakefiskar. Inga underarter finns listade i Catalogue of Life.